# هنري ارنست بيون
هنري ارنست بيون (1827-1895) (بالإنجليزية: Henri Ernest Baillon)‏ هو عالم نبات فرنسي.